# Хронологія світових рекордів з бігу на 2000 метрів серед чоловіків
Світові рекорди з бігу на 2000 метрів визнаються Світовою легкою атлетикою з-поміж результатів, показаних легкоатлетами на сертифікованих стадіонах просто неба, за умови дотримання встановлених вимог.
Перший ратифікований світовий рекорд у цій дисципліні був встановлений 1918 року.

## Хронологія рекордів
| Результат                             | Атлет                        | Місто змагань  | Дата змагань | Примітки    | Відео            |
| ------------------------------------- | ---------------------------- | -------------- | ------------ | ----------- | ---------------- |
| 5.30,4h                               | Йон Сандер Швеція            | Стокгольм      | 16.06.1918   |             |                  |
| 5.26,4h                               | Пааво Нурмі Фінляндія        | Тампере        | 04.09.1922   |             |                  |
| 5.26,0h                               | Едвін Віде Швеція            | Стокгольм      | 11.06.1925   |             |                  |
| 5.24,6h                               | Пааво Нурмі Фінляндія        | Куопіо         | 18.06.1927   |             |                  |
| 5.23,4h                               | Ейно Борг Фінляндія          | Віїпурі        | 09.08.1927   |             |                  |
| 5.21,8h                               | Жуль Лядумег Франція         | Париж          | 02.07.1931   |             |                  |
| 5.20,4h                               | Сабо Міклош Угорщина         | Будапешт       | 04.10.1936   |             |                  |
| 5.18,4h                               | Генрі Йонссон Швеція         | Стокгольм      | 02.07.1937   |             |                  |
| 5.16,8h                               | Арчі Сан Романі США          | Гельсінкі      | 26.08.1937   |             |                  |
| 5.16,4h                               | Гундер Хегг Швеція           | Мальме         | 21.07.1942   |             |                  |
| 5.11,8h                               | Гундер Хегг Швеція           | Естерсунд      | 23.08.1942   |             |                  |
| 5.07,0h                               | Гастон Рейфф Бельгія         | Брюссель       | 29.09.1948   |             |                  |
| 5.02,2h                               | Рожавельдьї Іштван Угорщина  | Будапешт       | 02.10.1955   |             |                  |
| 5.01,6h                               | Мішель Жазі Франція          | Париж          | 14.06.1962   |             |                  |
| 5.01,1h                               | Йозеф Одложил Чехословаччина | Стара-Болеслав | 08.09.1965   |             |                  |
| 4.57,8h                               | Наральд Норпот ФРН           | Гаґен          | 10.09.1966   |             |                  |
| 4.56,2h                               | Мішель Жазі Франція          | Сен-Мор        | 12.10.1966   |             |                  |
| 4.51,4h                               | Джон Вокер Нова Зеландія     | Осло           | 30.06.1976   |             |                  |
| 4.51,39                               | Стів Крем Велика Британія    | Будапешт       | 04.08.1985   |             |                  |
| 4.50,81                               | Саїд Ауїта Марокко           | Париж          | 16.07.1987   |             |                  |
| 4.47,88                               | Нуреддін Морселі Алжир       | Париж          | 03.07.1995   |             |                  |
| 4.44,79                               | Гішам ель Герруж Марокко     | Берлін         | 07.09.1999   |             | Відео на YouTube |
| 4.43,13                               | Якоб Інгебрігтсен Норвегія   | Брюссель       | 08.09.2023   | [ 1 ] [ 2 ] | Відео на YouTube |
| 1 рік, 200 днів від дати встановлення |                              |                |              |             |                  |